# Charmosyna pulchella
El lori lindo (Charmosyna pulchella) es una especie de ave psitaciforme de la familia Psittaculidae endémica de Nueva Guinea. 

## Distribución
Se encuentra únicamente en las selvas húmedas tropicales de la cordillera central de Nueva Guinea y regiones adyacentes.